# 流星谷精草
流星谷精草（学名：Eriocaulon truncatum）又名菲律宾谷精草、菲律賓穀精草为谷精草科谷精草属下的一种草本植物，生活在潮湿地区。

## 扩展阅读
- 維基物種上的相關：流星谷精草